# الإعاقة الذهنية الشديدة - متلازمة الشلل التشنجي التقدمي
متلازمة الشلل التشنجي التقدمي الشديد والإعاقة الذهنية هي اضطراب وراثي نادر جديد يتميز بالإعاقات الذهنية الشديدة والترنح وتشوهات الوجه والجمجمة وتشنج العضلات.  وهو نوع من الإعاقة الذهنية المتلازمية السائدة جسميًا.     

## العلامات والأعراض
عادةً ما يُظهر الأفراد المصابون بهذه الحالة إعاقة ذهنية شديدة، وتأخرًا في الحركة ، وتأخرًا شديدًا في الكلام وصعوبات، وانخفاضًا في توتر العضلات في مرحلة الطفولة المبكرة يؤثر على الجذع ، وفرط توتر العضلات التدريجي الذي يؤثر على الأطراف البعيدة، وصغر الرأس التدريجي الشديد، وأعراض تشبه أعراض التوحد ، والسلوك العدواني تجاه الآخرين و/أو الذات ، واضطرابات النوم، وتشوهات خفيفة في الوجه مثل الأنف العريض، ونقص تنسج أنف الأنف ، والشفة العلوية الطويلة/المسطحة.  
تشمل الأعراض الأخرى النوبات ، وقصر النظر ، وطول النظر ، والحول ، وسيرنغومايليا ، وتضخم البطينين ، ونقص تنسج الجسم الثفني ، وصعوبات السمع، وتأخر تكوين النخاع في الجهاز العصبي المركزي. 
في حالات نادرة، قد يولد الطفل المصاب بهذه الحالة مصابًا بمتلازمة كثرة الأصابع . 

## المضاعفات
تنشأ معظم الأعراض التي تميز هذه الحالة نتيجة الإعاقة الذهنية العميقة المرتبطة بها، ويمكن أن تؤدي هذه الأعراض إلى مضاعفات إضافية مثل صعوبات التواصل، وضعف الأداء الدراسي، وغيرها.

## التشخيص
يمكن تشخيص هذه الحالة من خلال الفحص السريري والاختبارات الوراثية.

## علم الوراثة
تحدث هذه الحالة نتيجة طفرات متغايرة الزيجوت في جين CTNNB1، الموجود في الذراع القصير من الصبغي 3.
ورغم أنها حالة وراثية، إلا أنها غالبًا لا تُورّث، إلا في حالات نادرة، إذ إنها عادةً ما تكون ناتجة عن طفرة جديدة.
وقد تم الإبلاغ عن إدخالات، وحذوفات، وأنواع أخرى من الطفرات.
ينتج هذا الجين بروتينًا يُعرف باسم "بيتا-كاتينين"، وهو موجود في خلايا وأنسجة متعددة داخل الجسم، وله أهمية في الالتصاق الخلوي، والتواصل بين الخلايا، والإشارات الخلوية، والتطور الطبيعي ووظيفة بُصيلات الشعر.

## علاج
تشمل طرق العلاج: العلاج الوظيفي، والعلاج الطبيعي، وعلاج النطق، والخدمات المساندة، والمراقبة المستمرة، والإرشاد العائلي.

## انتشار
تصيب هذه الحالة طفلًا واحدًا من بين كل ٥٠,٠٠٠ طفل على مستوى العالم.

## حالات
فيما يلي قائمة ببعض حالات متلازمة الإعاقة الذهنية الشديدة - الشلل التشنجي التقدمي في الطرفين السفليين (من صفحة OMIM الخاصة بهذه الحالة):
- سنة ٢٠١٢: وصف دي لايخت وآخرون حالتين من بين مجموعة من ١٠٠ مريض يعانون من إعاقة ذهنية شديدة، وتبيّن أن المريضين لديهما طفرة في جين CTNNB1. إحدى هاتين الحالتين كانت لامرأة تبلغ من العمر ٢٩ عامًا (سُمّيت بالمريضة ٧٠)، بدأت تظهر عليها علامات التراجع النمائي عندما كانت بعمر ٦ أشهر، تلاها تأخر نمائي متوسط إلى شديد. تمكنت من الجلوس في عمر سنتين وتعلّمت المشي في عمر ١٢ عامًا. نطقت أولى كلماتها بين عمر ٩ و١٠ سنوات. بدأت تظهر عليها سلوكيات غير طبيعية في سن مبكرة، تضمنت سلوكًا عدوانيًا، وإيذاء النفس من خلال التمزيق الذاتي، وتكرار تلطيخ الأسطح القريبة بالبراز. كانت تعاني من صغر الرأس وقصر القامة في سن ٢٩ عامًا. كما كانت لديها تشوهات خفيفة في ملامح الوجه، مثل الحنك العالي والضيق، والأذنين الصغيرتين الملتفتتين إلى الخلف، والنثرة الطويلة، وانخفاض في عمود الأنف. كما وُجد مريض آخر يعاني من طفرة في CTNNB1 من بين مجموعة من ٧٨٥ مريضًا بإعاقة ذهنية. كل هؤلاء المرضى كانوا يعانون من إعاقات ذهنية شديدة، وتأخر في النطق، وصغر في الرأس، وتيبّس عضلي، وصعوبات في المشي.
- سنة ٢٠١٤: وصف توتشي وآخرون الحالة الرابعة. كان المريض يعاني من صغر الرأس، وشفة علوية رقيقة، وتوحد، وضعف توتر عضلي مبكر، وشلل تشنجي تقدمي في الطرفين السفليين، ونقص تنسج الجسم الثفني.
- سنة ٢٠١٤: وصف ديوبروك وآخرون فتاة تبلغ من العمر خمس سنوات ونصف من أصول قوقازية وُلدت لأبوين سليمين غير مرتبطين قرابيًا. كانت تعاني من تأخر في النمو الجنيني/قبل الولادة. كانت ولادتها معقدة، إذ التف الحبل السري حول عنقها، مما تسبب في متلازمة الضائقة التنفسية الوليدية. بدأت تظهر عليها أعراض مثل صغر الرأس التقدمي، وضعف التوتر العضلي في الجذع، وتأخر نفسي-حركي، واضطرابات في النطق. كانت تتمتع بشخصية ودودة ونشيطة، بسبب فرط النشاط. كانت ذات بشرة فاتحة وشعر رقيق وخفيف، وأذنين منخفضتين، وترنح، وتيبس عضلي، وفرط انعكاسية، وشفتين رقيقتين، ونُقرة عجزية، وكانت تعاني من طول النظر. أظهر التحليل الوراثي وجود حذف غير متماثل بطول ٣٣٣ كيلو قاعدة على الصبغي ٣، أدى إلى حذف كامل لجين CTNNB1 وآخر ٣ إكسونات من جين ULK4، ولم يتم العثور على هذه الطفرة الضارة لدى والديها، مما يدل على أنها كانت طفرة تلقائية، غير موروثة.
- سنة ٢٠١٥: وصف كوشلر وآخرون ١٦ مريضًا من ١٥ عائلة تم تأكيد إصابتهم بالحالة من خلال التحليل الوراثي، وكان هناك تساوٍ في توزيع الجنس بين الإناث والذكور (٨ فتيات و٨ أولاد). تضمنت الأعراض، مرتبة حسب الأكثر شيوعًا فالأقل شيوعًا: إعاقات ذهنية، تأخر نفسي-حركي يبدأ في مرحلة الرضاعة، اضطرابات في النطق، تشوهات في ملامح الوجه، تيبّس عضلي، أخطاء انكسارية بصرية، أعراض شبيهة بالتوحد مصحوبة بعدوانية، وصغر الرأس. لم يُلاحظ وجود نوبات صرع أو إعاقات سمعية.
- سنة ٢٠١٧: وصف خارباندا وآخرون ١١ مريضًا مصابين بهذه الحالة تم تحديدهم من خلال قاعدة بيانات DECIPHER. كانت لدى هؤلاء المرضى طفرات معطّلة في جين CTNNB1. من بين المرضى الـ١١، كانت التفاصيل الطبية متوفرة لـ١٠ منهم، وشملت: إعاقات ذهنية، صغر رأس تقدمي، ضعف التوتر العضلي في الجذع، تيبّس في الأطراف، مشكلات سلوكية، تشوهات وجهية خفيفة، بشرة وشعر فاتحين، وأنماط غير طبيعية لنمو الشعر.
- سنة ٢٠١٧: وصف لي وآخرون صبيًا صينيًا يبلغ من العمر سنة و٣ أشهر، كان يعاني من انفصال في الشبكية وعتامة في الجسم الزجاجي والعدسة. لم يُظهر أي استجابة للضوء. وبعد استبعاد الطفرات المرتبطة باعتلال الشبكية النزحي، اكتشف لي وآخرون وجود طفرة تلقائية غير متماثلة من نوع طفرة هرائية في جين CTNNB1. كانت لدى الطفل أيضًا تأخرات في النمو، وتقريب خفيف للإبهام، وصغر في الرأس.
- سنة ٢٠١٧: وصف باناجيوتُو وآخرون صبيًا صينيًا يبلغ من العمر ٣ سنوات، كان يعاني من اعتلال الشبكية النزحي، وتأخرات نمائية، وتشوهات وجهية، وتبيّن لاحقًا وجود إدخال تلقائي لزوج قاعدي واحد في جين CTNNB1.

## النموذج الحيواني
في سنة ٢٠٠٤، أنشأ توتشي وآخرون نموذجًا حيوانيًا يتكون من فئران (سُمّيت "باتفيس") تحمل طفرة غير متماثلة (سُمّيت لاحقًا "T653K") تقع في التكرار الأرْمَديلي الطرفي الكربوكسيلي من جين CTNNB1. أظهرت هذه الفئران تشوهات في ملامح الجمجمة والوجه مثل قصر الأنف، واتساع الوجه، وقصر المحور الأمامي-الخلفي. كما ظهر لديها تغير في شكل الدماغ مع علامات مثل تضخم في البنى العميقة للدماغ، ونقص في حجم المخيخ والبصلة الشمية، ونقص تنسج الجسم الثفني. كما ظهرت تغيرات في السلوك والوظائف المعرفية مثل عيوب حركية، وانخفاض تعقيد الصوت، وضعف في الذاكرة المعتمدة على الحُصين، ونقص في الكبح التحفيزي المُسبق. كشفت الدراسات المخبرية أن الطفرة T653K "أعاقت الارتباط بين CTNNB1 والكادهيرين"، وهو ما يتوافق مع "تأثير سلبي سائد". وُجد أيضًا في أدمغة الفئران الحاملة للطفرة غير المتماثلة طُول وعدد غير طبيعي للخلايا العصبية، إلى جانب تراجع في تشعبات التغصنات. أدّى تثبيط جين CTNNB1 (من خلال استخدام الحمض النووي الصغير المتداخل) إلى انخفاض في امتداد وعمليات الخلايا العصبية، مما دفع الباحثين للاعتقاد بأن T653K هو نوع من الطفرات المُسببة لفقدان الوظيفة. أظهرت الاختبارات الكهربية أن خلايا الفئران الطافرة أظهرت زيادة في استثارية الشبكة العصبية إلى جانب انخفاض في كفاءة الاتصال الوظيفي. أظهرت هذه النتائج أن CTNNB1 له دور مهم في عدة جوانب من النمو العصبي ووظائف المشابك العصبية.

## المنظمات
فيما يلي قائمة ببعض المنظمات التي تساعد المرضى المصابين بهذه الحالة:
- مؤسسة CTNNB1 هي منظمة للآباء الذين لديهم أطفال مصابون بهذه الحالة، وتهدف بشكل رئيسي إلى منح الأطفال المصابين بمتلازمة CTNNB1 فرصة للحصول على علاج جيني.
- التوعية بمتلازمة CTNNB1 على مستوى العالم هي منظمة تهدف إلى زيادة الوعي بهذه الحالة في جميع أنحاء العالم. كما توفر معلومات حول المتلازمة لآباء الأطفال المصابين بها.
- CureCTNNB1 هي منظمة تساعد في جمع التمويل للأبحاث المتعلقة بمتلازمة CTNNB1.

## التغطية الإعلامية
وقد تم تغطية هذه الحالة من قبل عدد قليل من شبكات الأخبار من إسبانيا .     